# Municipio de Penn (condado de Perry)
El municipio de Penn  (en inglés: Penn Township) es un municipio ubicado en el condado de Perry en el estado estadounidense de Pensilvania. En el año 2000 tenía una población de 3.013 habitantes y una densidad poblacional de 54 personas por km².

## Geografía
El municipio de Penn se encuentra ubicado en las coordenadas 40°22′00″N 77°02′59″O / 40.36667, -77.04972.

## Demografía
Según la Oficina del Censo en 2000 los ingresos medios por hogar en la localidad eran de $43,198 y los ingresos medios por familia eran $51,627. Los hombres tenían unos ingresos medios de $35,819 frente a los $24,561 para las mujeres. La renta per cápita para la localidad era de $19,457. Alrededor del 5,4% de la población estaban por debajo del umbral de pobreza.